# Estelle Bernadotte
Estelle Romaine Bernadotte Ekstrand (nascida Estelle Romaine Manville; Nova Iorque, 26 de setembro de 1904 - Upsália, 28 de maio de 1984), foi uma nobre sueca, natural dos Estados Unidos, e líder da Cruz Vermelha Internacional, da Fundação Folke Bernadotte e de movimentos de escuteiras. Casou-se com o conde Folke Bernadotte, membro da Casa de Bernadotte, a família real sueca.
Seu consorte foi assassinado em Jerusalém, Israel, em Setembro de 1948, enquanto prestava serviço como mediador das Nações Unidas. Estelle foi a primeira pessoa a casar-se com um membro de uma família real europeia em território americano. Especula-se que a princesa Estela, Duquesa da Gotalândia Oriental, primeira filha da princesa-herdeira Vitória da Suécia, recebeu o nome em sua honra.

## Vida
Estelle nasceu em 1904, em Pleasantville, na cidade de Nova Iorque. Era a filha mais nova do industrial americano Hiram Edward Manville e da sua esposa Henrietta Estelle Romaine. Em 1828, casou-se com o conde Folke Bernadotte, um nobre e diplomata sueco, membro da Casa de Bernadotte - a família real da Suécia -, de quem teve quatro filhos. Dois deles morreram na infância. No casamento, a noiva usou a coroa nupcial de prata e quartzo e o véu nupcial da rainha Sofia em renda. O príncipe Gustavo Adolfo foi o padrinho e o príncipe Sigvard o marechal. Foram convidadas mais de mil e quinhentas pessoas para assistir à cerimónia em Hi-Esmaro, a propriedade dos Manville. Foi a primeira vez que um membro da realeza europeia se casou nos Estados Unidos.

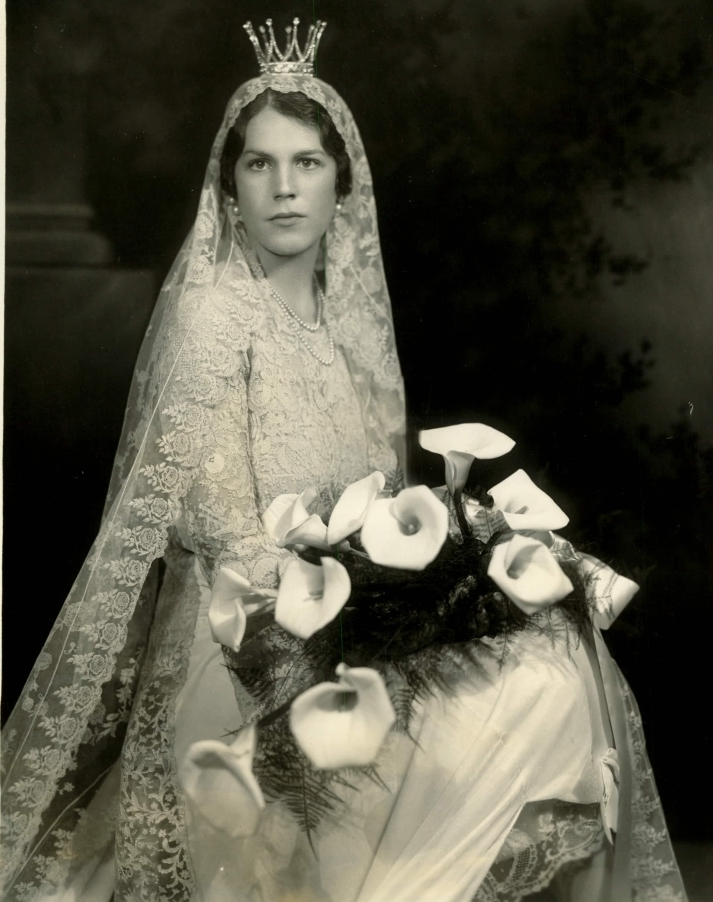
Estelle em 1928 no dia de seu casamento com o conde Folke Bernadotte.

Estelle era um membro activo da Cruz Vermelha Internacional. Como viúva do conde Folke Bernadotte, que foi assassinado em Jerusalém em 1948, foi presidente da Associação de Guias e Escuteiras da Suécia entre 1949 e 1957. Também apoiava a UNICEF e o movimento internacional de conservação. Mais tarde também ajudou a manter um lar para mulheres idosas em Estocolmo e foi líder da Fundação Folke Bernadotte, onde apoiou vítimas de paralisia cerebral.
Estelle viveu os seus últimos anos de vida em Saint-Paul-de-Vence, França. Casou-se pela segunda vez no dia 3 de Março de 1973 com Karl Erik Sixten Ekstrand na Igreja de Oscarskyrkan, em Estocolmo. Morreu em 1994 em Upsália de doença prolongada.

## Descendência
- Gustaf Eduard Bernadotte de Wisborg (20 de janeiro de 1930 – 2 de fevereiro de 1936), morreu aos seis anos de idade.
- Folke Bernadotte de Wisborg (8 de fevereiro de 1931 -), casado com Christine Glahns.
- Fredrik Oscar Bernadotte de Wisborg (10 de janeiro de 1934 – 30 de agosto de 1944), morreu com dez anos de idade.
- Bertil Oscar Bernadotte de Wisborg (6 de outubro de 1935 -), casado primeiro com Rose-Marie Heering e depois com Jill Georgina Rhodes-Maddox.